# Ондоа, Кристин
Кристин Джойс Драдиди Ондоа (англ. Christine Joyce Dradidi Ondoa) — педиатр и христианский религиозный деятель Уганды, с 2011 по 2013 год министр здравоохранения Уганды.

## Биография
Ондоа родилась в угандийском округе Мойо 21 октября 1968 года. Ондоа — мать сына по имени Рубен Ази, родившегося в 1996 году. 28 января 2012 года Ондоа вышла замуж за Томаса Удонга П’онгону (англ. Thomas Udong P'ongona) в церкви Воскресения, Буголоби.

### Образование
Кристин Ондоа посещала колледж Маунт-Сент-Мэри в Намагунге для обучения в старших классах. В 1994 году она получила степень бакалавра медицины и хирургии в Медицинской школе Университета Макерере, и степень магистра медицины в области педиатрии — в 2000 году. В марте 2011 года она окончила Институт менеджмента Уганды, получив последипломную подготовку в области государственного управления и менеджмента. В 2012 году она окончила то же учреждение, получив степень магистра управления. Она проходила стажировку в больнице Св. Франциска в Нсамбье с 1994 по 1995 год и оставалась в Нсамбье с 1995 по 1997 год для прохождения последипломного обучения по педиатрии.

### Карьера
С 2000 по 2009 год Ондоа работала в Региональной больнице Аруа в качестве консультанта-педиатра. С 2009 по 2010 год — в Региональной реферальной больнице Джинджа в качестве старшего педиатра, а затем была повышена до директора больницы и старшего консультанта-педиатра. Ондоа также была председателем управляющего совета Школы сестринского и акушерского дела Джинджи. 

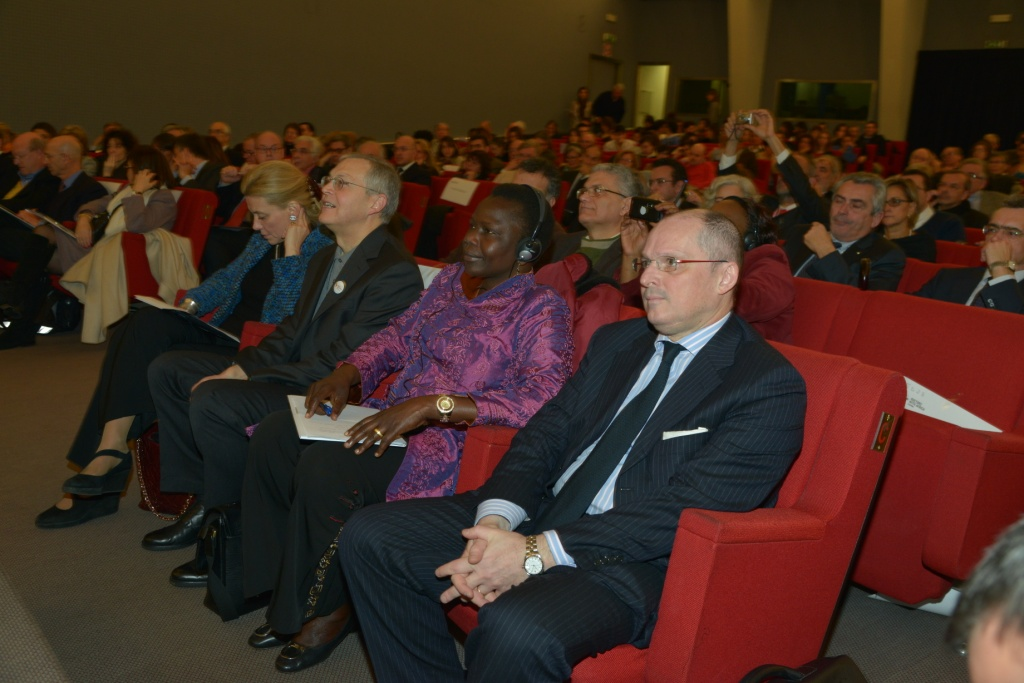
Элизабетта Беллони, Данте Карраро, Кристин Ондоа и Вальтер Риккарди

С января 2011 года по май 2011 года она работала исполнительным директором Региональной больницы Мбарара (учебная больница Университета науки и технологий Мбарары).

С мая 2011 года по май 2013 года Ондоа была министром здравоохранения Уганды и являлась членом парламента Уганды по статусу. Она была назначена на пост министра 27 мая 2011 года, но заменена Рухаканом Ругундой 23 мая 2013 года.

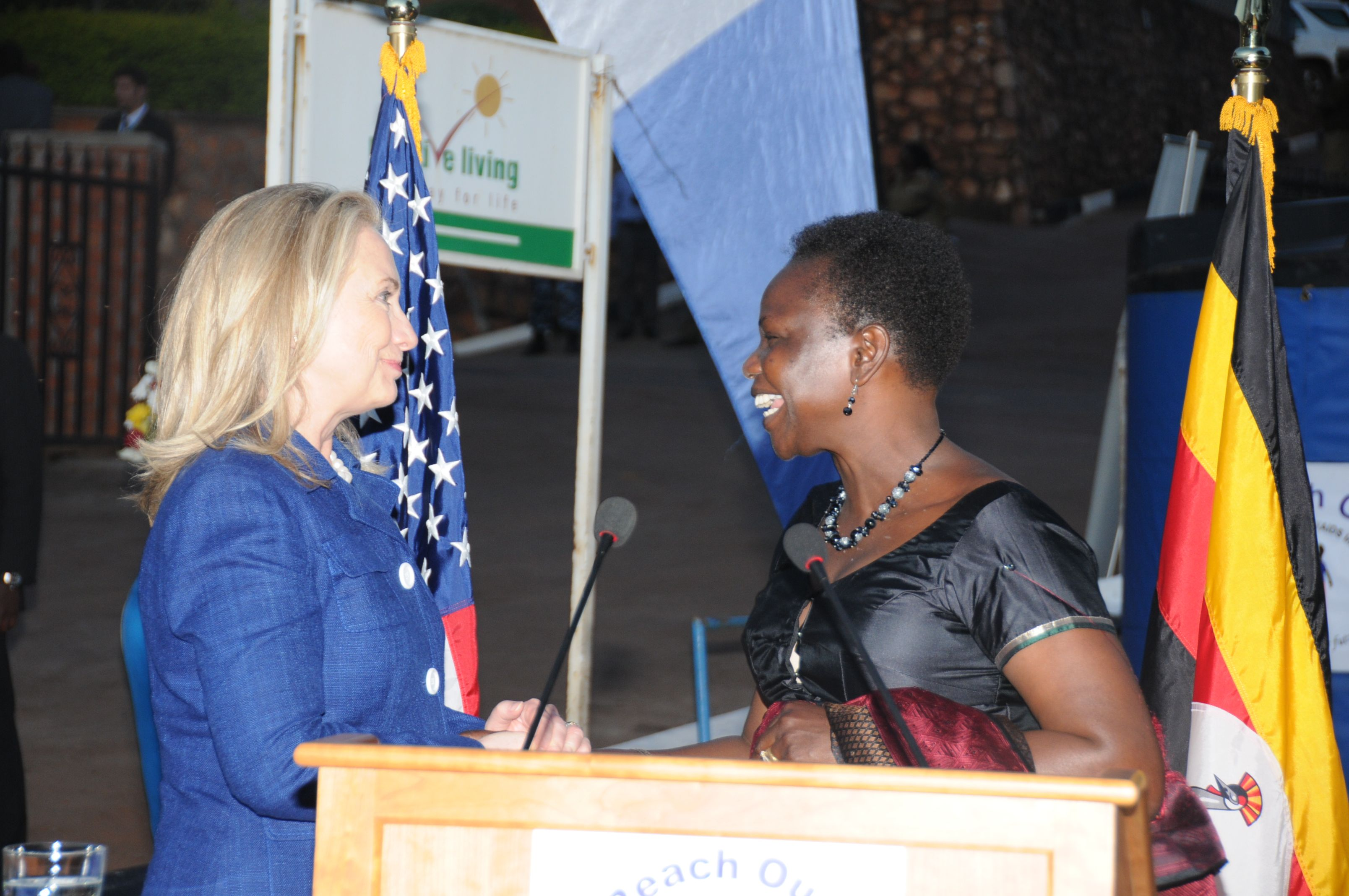
Хиллари Клинтон и Кристин Ондоа

В настоящее время Ондоа занимает должность генерального директора Комиссии по СПИДу Уганды по указу президента Уганды от феврале 2014 года. Так же она занимала должность старшего советника президента Йовери Кагуты Мусевени по вопросам общественного здравоохранения и была членом совета директоров Глобального альянса по вакцинам и иммунизации.

### Религиозная деятельность
Ондоа исповедует христианство и была рукоположёна в сан пастора 23 апреля 2011 года епископом Джулиусом Питером Ойетом в служении LifeLine в Мбуе, округ Накава, в Кампале, столице Уганды.